# Відкритий чемпіонат Австралії з тенісу 2020
Відкритий чемпіонат Австралії з тенісу 2020 — тенісний турнір найвищого рівня, що проходив між 20 січня та 2 лютого 2020 року на кортах Мельбурн-Парку в Мельбурні, Австралія. Це був 108-ий чемпіонат Австралії з тенісу, 52-ий з початку відкритої ери,  перший турнір Великого шолома в 2020 році. Турнір входив до програм ATP та WTA турів. Головним спонсором турніру була компанія Kia.

## Огляд подій та досягнень

### До початку турніру
Уперше на Відкритому чемпіонаті Австралії використовували покриття GreenSet, яке випускає компанія GreenSet Worldwide. GreenSet — третій тип твердого покриття на чемпіонаті Австралії.

### Результати і досягнення
У турнірі одиночного розряду серед чоловіків перемогу здобув Новак Джокович. Для нього це 17-ий титул Великого шолома й восьма звитяга в Австралії. 
Для переможниці турніру в одиночному розряді серед жінок Софії Кенін це був перший мейджор. 
Переможці турніру чоловічих пар Раджив Рем та Джо Солсбері виграли чемпіонат Австралії вперше. Для Солсбері це був перший титул Великого шолома, а для Рама — другий, враховуючи його перемогу в міскті попереднього сезону. 
У змаганні жіночих пар перемогли Тімеа Бабош та Крістіна Младенович. Це друга перемога угорсько-французького дуету на чемпіонаті Австралії. Для Бабош  це загалом третя перемога в турнірах Великого шолома. Для Младенович це  четвертий грендслем у парному розряді, а загалом, враховуючи дві перемоги в міксті — шостий титул Великого шолома.
У змішаному парному розряді перемогли чешка Барбора Крейчикова та хорват Нікола Мектич. Крейчикова відстояла свій титул, завойований минулого року з іншим партнером. Крім цих двох титулів Великого шолома в міксті Крейчикова має в своєму активі ще дві перемоги в жіночому парному розряді. Для Мектича це перший титул Великого шолома.

## Результати фінальних матчів

### Дорослі
| Одиночний розряд. Чоловіки (Детальніше) |                                   |                         |
| Новак Джокович                          | Домінік Тім                       | 6-4, 4-6, 2-6, 6-3, 6-4 |
|                                         |                                   |                         |
| Одиночний розряд. Жінки (Детальніше)    |                                   |                         |
| Софія Кенін                             | Гарбінє Мугуруса                  | 4-6, 6-2, 6-2           |
|                                         |                                   |                         |
| Парний розряд. Чоловіки (Детальніше)    |                                   |                         |
| Раджив Рем Джо Солсбері                 | Макс Перселл Люк Савілль          | 6-4, 6-2                |
|                                         |                                   |                         |
| Парний розряд. Жінки (Детальніше)       |                                   |                         |
| Тімеа Бабош Крістіна Младенович         | Сє Шувей Барбора Стрицова         | 6-2, 6-1                |
|                                         |                                   |                         |
| Мікст (Детальніше)                      |                                   |                         |
| Барбора Крейчикова Нікола Мектич        | Бетані Маттек-Сендс Джеймі Маррей | 5-7, 6-4, [10-1]        |
|                                         |                                   |                         |

### Юніори
| Одиночний розряд. Хлопці               |                                |                        |
| Арольд Майо                            | Артюр Казо                     | 6–4, 6–1               |
|                                        |                                |                        |
| Одиночний розряд. Дівчата              |                                |                        |
| Вікторія Хіменес Касінцева             | Вероніка Башак                 | 5–7, 6–2, 6–2          |
|                                        |                                |                        |
| Парний розряд. Хлопці                  |                                |                        |
| Ніколас Давид Йонел Леандро Ріді       | Миколай Лоренс Карліс Озоліньш | 6–7(8–10), 7–5, [10–4] |
|                                        |                                |                        |
| Парний розряд. Дівчата                 |                                |                        |
| Александра Еала Пріска Маделін Нуґрого | Жива Фалкнер Матілда Мутавдзич | 6–1, 6–2               |
|                                        |                                |                        |

## Виноски
1. ↑  GREENSET WORLDWIDE NEW OFFICIAL COURT SURFACE SUPPLIER. tennis.com.au. 26 липня 2019. Архів оригіналу за 1 грудня 2021. Процитовано 10 січня 2020.